# Arna minutissima
Arna minutissima är en fjärilsart som beskrevs av Swinhoe 1903. Arna minutissima ingår i släktet Arna och familjen tofsspinnare. Inga underarter finns listade i Catalogue of Life.